# نوک‌آباد زردکوه
نوک‌آباد زردکوه، روستایی در دهستان حومه بخش مرکزی شهرستان ایرانشهر استان سیستان و بلوچستان ایران است.

## جمعیت
بر پایه سرشماری عمومی نفوس و مسکن در سال ۱۳۹۵، جمعیت این روستا برابر با ۸۶۱ نفر (۲۵۳ خانوار) بوده‌است.